# HC North Wings
HC North Wings (celým názvem: Hockey Club North Wings Ústí nad Labem) je klub ledního hokeje z Česka, sídlící v Ústí nad Labem. Založen byl v roce 2020 pod názvem HC North Wings. Od sezony 2020/2021 nastupuje v Univerzitní hokejové lize, která se hraje již pouze na území České republiky.

## Historie

### Založení klubu
V roce 2020 byl založen a potvrzen nový tým z Ústí nad Labem pod názvem North Wings. Zastupující univerzitou je Univerzita Jana Evangelisty Purkyně. První zápas v rámci ULLH odehrál tým North Wings 30. září 2022 proti HC MUNI a v Brně podlehl 4:6. 

## Historické názvy
- 2020 – HC North Wings (Hockey Club North Wings)

## Stadion
HC North Wings odehrává své domácí zápasy na Zimním stadionu Ústí nad Labem s kapacitou 6 500 diváků.

## Statistiky

### Přehled ligové účasti

#### Stručný přehled
- 2020– : ULLH

#### Jednotlivé ročníky
| Česko (2019-) |        |                                         |                                         |                                                            |                                         |                                         |
| Ročník        | Soutěž | PK                                      | ZČ                                      | Play-off                                                   | Cel. um.                                | Pozn.                                   |
| 2020/2021     | ULLH   | sezóna zrušena kvůli pandemii covidu-19 | sezóna zrušena kvůli pandemii covidu-19 | sezóna zrušena kvůli pandemii covidu-19                    | sezóna zrušena kvůli pandemii covidu-19 | sezóna zrušena kvůli pandemii covidu-19 |
| 2021/2022     | ULLH   | 10                                      | 5.                                      | Čtvrtfinále (prohra 0:2 na zápasy s UK HOCKEY PRAGUE)      | 7.                                      |                                         |
| 2022/2023     | ULLH   | 10                                      | 5.                                      | Čtvrtfinále (prohra 1:3 na zápasy s Black Dogs Budweis)    | 5.                                      |                                         |
| 2023/2024     | ULLH   | 9                                       | 5.                                      | Čtvrtfinále (prohra 0:2 na zápasy s ČVUT Engineers Prague) |                                         |                                         |
| 2024/2025     | ULLH   | 12                                      | 12.                                     | Ne                                                         | 12.                                     |                                         |

### Přehled kapitánů a trenérů v jednotlivých sezónách
| Sezóna    | Soutěž | Kapitán         | Trenéři                         | Soupiska           |
| --------- | ------ | --------------- | ------------------------------- | ------------------ |
| 2020/2021 | ULLH   |                 | Lukáš Místecký, Martin Štěpánek | Soupiska 2020/2021 |
| 2021/2022 | ULLH   |                 | Lukáš Místecký, Martin Štěpánek | Soupiska 2021/2022 |
| 2022/2023 | ULLH   | Hanuš Petržílka |                                 | Soupiska 2022/2023 |
| 2023/2024 | ULLH   | Hanuš Petržílka | Lukáš Místecký, Martin Štěpánek | Soupiska 2023/2024 |

### Nejlepší střelec, Nejlepší nahrávač
| Ročník    | Soutěž | Branky ZČ         | Nahrávky ZČ       | Body ZČ                      |
| --------- | ------ | ----------------- | ----------------- | ---------------------------- |
| 2020/2021 | ULLH   | Lukáš Sajdl 2     | Martin Kuchař 3   | Lukáš Sajdl, Martin Kuchař 4 |
| 2021/2022 | ULLH   | Lukáš Sajdl 8     | Martin Kuchař 13  | Lukáš Sajdl 20               |
| 2022/2023 | ULLH   | Matěj Harkabus 17 | Matěj Harkabus 19 | Matěj Harkabus 36            |
| 2023/2024 | ULLH   | Adam Janoušek 11  | Adam Janoušek 11  | Adam Janoušek 22             |